# Ion N. Socolescu
Ion N. Socolescu (Ploiești, 1856-Bucarest, 1924) fue un arquitecto rumano.

## Biografía

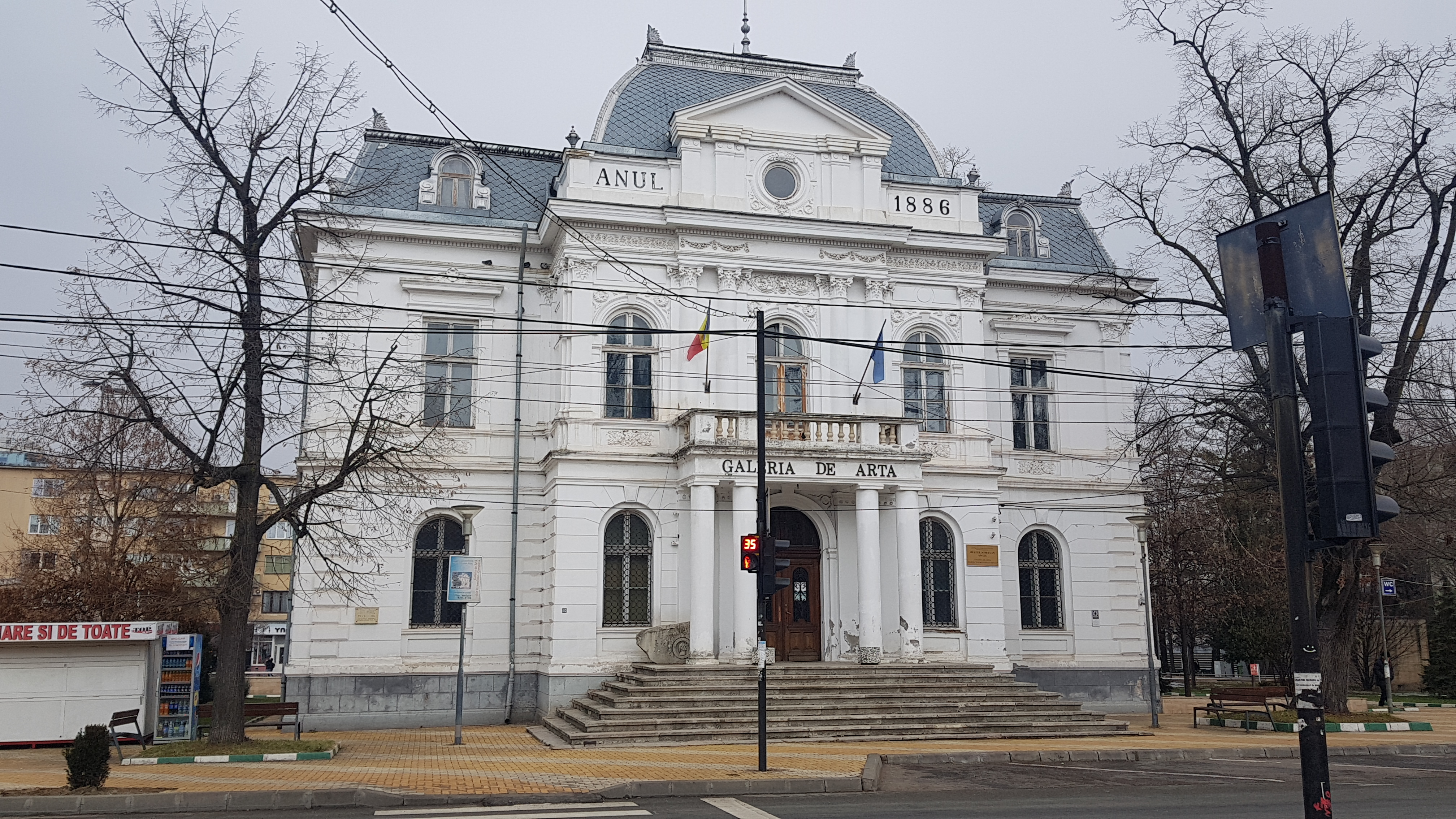
Palacio comunal de Pitești (hoy galería de arte)

Nació en Ploiești en la década de 1850. En 1878, tras graduarse en la Escuela de Puentes y Carreteras de Bucarest, se trasladó a París, donde asistió a la Escuela de Bellas Artes. Al regresar a Rumania en 1883, ejecutó diversas obras, entre ellas los palacios comunales de Pitești, Călărași y Constanța, los hospitales provinciales de Târgoviște, Călărași y Constanța, además de la catedral de Alexandria y la iglesia y el presbiterio de Bușteni. En 1885 fundó la revista Analele Arhitecturei y en 1887 Monitorul licitaţiilor, que todavía se publicaba hacia finales del siglo XIX. Falleció en 1924, en el mes de febrero, en Bucarest.